# Lizzy McAlpine
Pour les articles homonymes, voir McAlpine.
Lizzy McAlpine, née le 21 septembre 1999 à Philadelphie, en Pennsylvanie, est une chanteuse, guitariste et compositrice américaine.

## Jeunesse et famille
Lizzy McAlpine naît et grandit à Philadelphie, en Pennsylvanie. À partir de l'âge de huit ans, elle est régulièrement emmenée par ses grands-parents voir les spectacles de Broadway ; sa mère écoute régulièrement ces mêmes spectacles à la radio.

## Carrière musicale
Jeune adulte, elle se fait connaître sur le réseau social TikTok, en partageant de nombreuses vidéos. Durant l'époque de la pandémie de Covid-19, elle est confinée ; à cette époque, elle perd son père.
À vingt-et-un ans, elle quitte le Berklee College of Music pour se lancer dans sa carrière musicale. En août 2020, elle sort son premier album, Give Me A Minute, qui a attiré les éloges de Phoebe Bridgers et Shawn Mendes tout en propulsant McAlpine au-delà des 150 millions de streams,,. Son style est alors qualifié de rock indépendant (« indie-rock »).
Depuis que Lizzy s'est fait connaître sur les réseaux sociaux, sa musique est devenue virale à plusieurs reprises, engendrant plus de 18 millions d'auditeurs mensuels.
Son second album Five Seconds Flat sort en 2022. Le style en est un peu différent, avec des influences assumées de John Mayer, Dodie Clark, H.E.R., Phoebe Bridgers ou Holly Humberstone. Dans cet album, Lizzy propose 14 chansons sur le chagrin d’amour, dont des duos avec Jacob Collier et Finneas. Par ailleurs, une des chansons de son album, "ceilings", a généré plus de 151 millions d'écoutes sur Spotify.
Lizzy McAlpine part ensuite en tournée dans divers États américains, mais aussi en Irlande, en France, en Allemagne, aux Pays-Bas et au Royaume-Uni,.
Son concert The End of The Movie Tour initialement prévu le 8 juin 2023 à la Cigale, à Paris, puis reporté au 6 septembre 2023 est finalement annulé, en raison de problèmes de santé.

## Discographie

### Albums
- Give Me A Minute (août 2020).
- Five Seconds Flat (2022)
- Older (avril 2024)